# Hayley McFarland

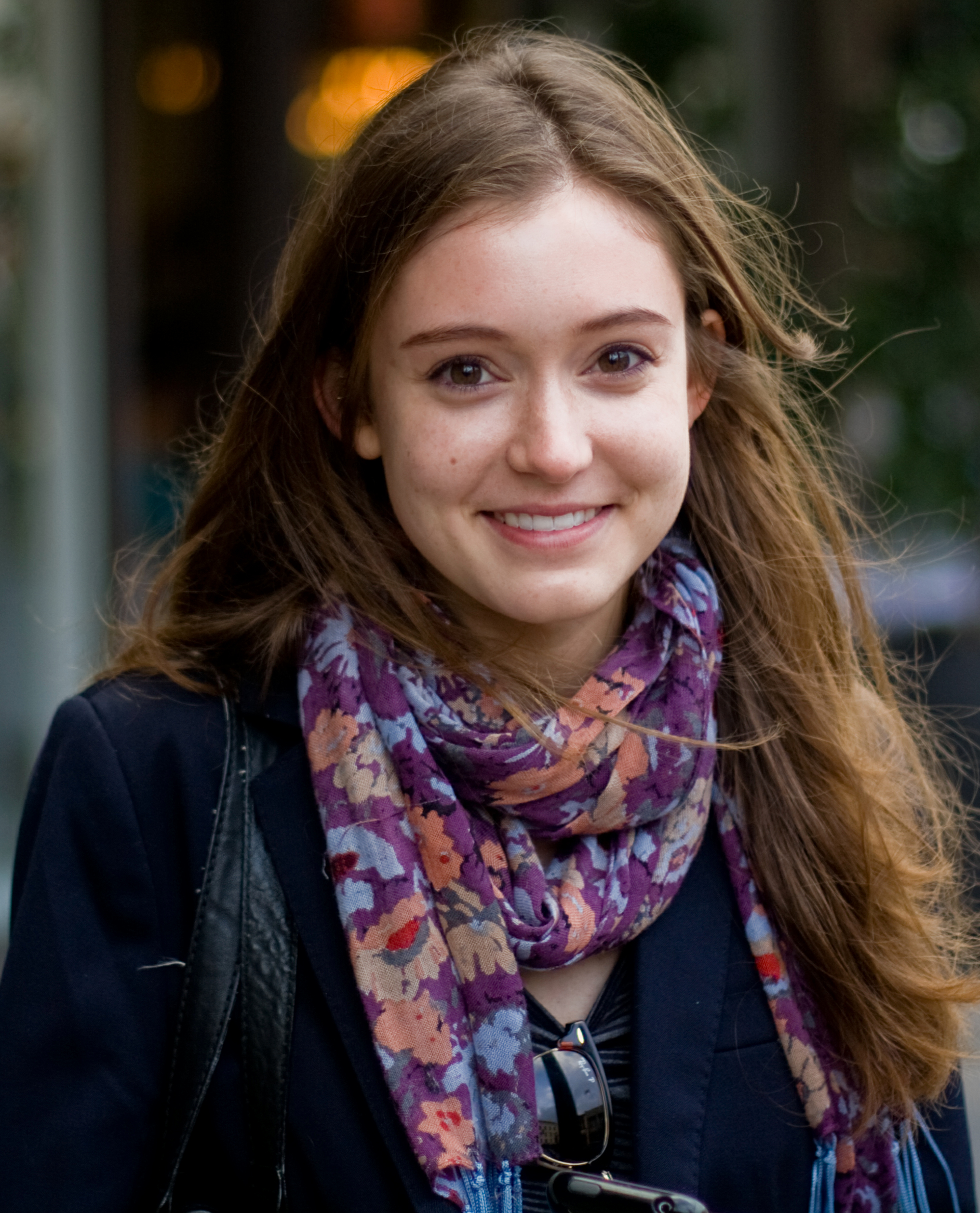
Hayley McFarland (2011)

Hayley McFarland (* 29. März 1991 in Edmond, Oklahoma) ist eine US-amerikanische Schauspielerin, Sängerin und Tänzerin.

## Leben
McFarland begann bereits als Kind mit dem Schauspielern. So spielte sie als Kind in diversen Theaterproduktionen am Oklahoma's Lyric Theater. Bereits in jungen Jahren leistete sie erste Auftritte in Fernsehserien wie Gilmore Girls, Emergency Room – Die Notaufnahme oder Criminal Minds. 2008 spielte sie im Film Winged Creatures die Rolle der Lori Carline. Von 2009 bis 2011 war sie in der Fernsehserie Lie to Me als Emily Lightman zu sehen. Ebenfalls 2009 hatte sie einige Gastauftritte in der Fernsehserie Taras Welten als Petula.
2021 erschien der Horrorfilm Agnes unter der Regie von Mickey Reece, in dem McFarland die Hauptrolle innehat. Der Film feierte seine Premiere am Tribeca Film Festival in New York, in der Sektion Online World Premieres.

## Filmografie (Auswahl)
- 2006: Dark Memories (Ring Around the Rosie)
- 2006: Gilmore Girls (Fernsehserie, 2 Folgen)
- 2007: Emergency Room – Die Notaufnahme (ER, Fernsehserie, Folge 14x01)
- 2007: An American Crime
- 2008: Criminal Minds (Fernsehserie, Folge 3x12)
- 2008: Winged Creatures
- 2008: Pushing Daisies (Fernsehserie, Folge 2x02)
- 2009: 24 (Fernsehserie, Folge 7x01)
- 2009: Without a Trace – Spurlos verschwunden (Without a Trace, Fernsehserie, Folge 7x12)
- 2009: Taras Welten (United States of Tara, Fernsehserie, 3 Folgen)
- 2009: Medium – Nichts bleibt verborgen (Medium, Fernsehserie, Folge 6x07)
- 2009–2011: Lie to Me (Fernsehserie, 29 Folgen)
- 2011: Law & Order: Special Victims Unit (Fernsehserie, Folge 12x24)
- 2012: Mad Men (Fernsehserie, Folge 5x03)
- 2013: Conjuring – Die Heimsuchung (The Conjuring)
- 2013–2014: Sons of Anarchy (Fernsehserie, 11 Folgen)
- 2014: Grey’s Anatomy (Fernsehserie, Folge 10x14)
- 2021: Agnes
- 2022: Out of Exile
- 2022: The Nameless
- 2023: The Rookie (Fernsehserie, Folge 6x06)